# Бернд Дреер
Бернд Дреер (на немски: Bernd Dreher) е германски футболист. Играе като трети вратар и треньор във ФК Байерн Мюнхен.
Всъщност 40-годишният вратар окачи ръкавиците още през лятото на 2003, като се зае със задачата да тренира вратарите на младежкия отбор на Байерн, като също помагаше и на Сеп Майер да поддържа Оливер Кан и Михаел Ренсинг в добра форма.
През зимата на 2017 г. се присъединява към тима на Лудогорец (Разград), като треньор на вратарите.